# Aigues-Vives, Aude
Aigues-Vives är en kommun i departementet Aude i regionen Occitanien  i södra Frankrike. Kommunen ligger  i kantonen Peyriac-Minervois som ligger i arrondissementet Carcassonne. År 2022 hade Aigues-Vives 536 invånare.

## Befolkningsutveckling
Antalet invånare i kommunen Aigues-Vives
Referens: INSEE